# Риши Сунак
Риши Сунак (на английски: Rishi Sunak) е британски политик, лидер на Консервативната партия от 24 октомври 2022 до 2 ноември 2024 г. Той е министър-председател на Великобритания от 25 октомври 2022 до 5 юли 2024 г. Преди това е министър на финансите от 2020 г. до 2022 г. и главен секретар на Министерството на финансите от 2019 г. до 2020 г. От 2015 г. е член на парламента от избирателния район Ричмънд.

## Биография
Сунак е роден в Саутхамптън. Родителите му Яшвир и Уша Сунак са пенджабци, емигрирали във Великобритания от Източна Африка през 60-те години на XX век. Получава образованието си в колежа „Уинчестър“. Учи философия, политика и икономика в колежа „Линкълн“, Оксфорд, като по време на престоя си в университета прави стаж в щаба на консервативната партия.
Между 2001 и 2004 г. Сунак работи като анализатор за инвестиционната банка Goldman Sachs.
През 2006 г. завършва магистратура по бизнес администрация от Станфордския университет като стипендиант на Фулбрайт. Докато учи в Станфорд се запознава с бъдещата си съпруга Акшата Мурти, дъщеря на Н. Р. Нараяна Мурти, индийски бизнесмен милиардер, основател на „Инфосис“. Сунак и Мурти се женят през август 2009 г. и имат две дъщери.
Акшата Мурти притежава дял от 0,91% – оценен на около 900 милиона долара (746 милиона британски лири) през април 2022 г. — в Infosys, което я прави една от най-богатите жени във Великобритания. Тя притежава и акции в два от ресторантьорските бизнеси на Джейми Оливър, Wendy's в Индия, Koro Kids и Digme Fitness. Тя е директор в инвестиционната компания на баща си, Catamaran Ventures.
Сунак и Мурти са на 222 място в класацията на най-богатите хора във Великобритания, с общо състояние от 730 милиона британски лири към 2022 г.
След Голдман Сакс Сунак става партньор последователно в хедж фондовете Children's Investment Fund Management и Theleme Partners. Сунак е и директор на инвестиционната компания Catamaran Ventures, собственост на неговия тъст Н. Р. Нараяна Мурти между 2013 и 2015 г.
Сунак е индуист, поради което полага клетвата си като депутат в Камарата на общините върху текста на поемата Бхагавад гита, често наричана „индуисткият Нов завет“.

## Политическа кариера
На общите избори през 2015 г. Сунак е избран в Камарата на общините като представител на Ричмънд в Северен Йоркшър, наследявайки Уилям Хейг. На референдума за членство в ЕС през 2016 г. Сунак подкрепя Брекзит (излизането на Обединеното кралство от Европейския съюз). През същата година той пише доклад за Центъра за политически изследвания, подкрепящ създаването на безмитни пристанища след Брекзит, а на следващата година пише доклад, подкрепящ създаването на пазар на облигации на дребно за малки и средни предприятия.
Сунак е назначен във второто правителство на Тереза Мей като заместник-държавен секретар по въпросите на местното управление при преустройството през 2018 г. Той гласува три пъти в подкрепа на споразумението за излизане на Великобритания, предложено от Мей. След като Мей подава оставка, Сунак подкрепя кампанията на Борис Джонсън за лидер на консерваторите и заедно с колегите си Робърт Джерик и Оливър Даудън пише статия във вестник The Times, в която се застъпва за Джонсън.

### Министър на финансите (2020–2022 г.)
След избора на Джонсън за министър-председател, той назначава Сунак за главен секретар на Министерството на финансите. Сунак замества Саджид Джавид като министър на финансите след оставката му при промените в кабинета през февруари 2020 г. Някои политически коментатори виждат назначаването на Сунак, който е считан за лоялен на Джонсън, като знак за края на независимостта на Министерството на финансите от Даунинг Стрийт, а Робърт Шримсли, главен политически коментатор на „Файненшъл Таймс“, твърди, че „доброто управление често зависи от способността на висшите министри – и в частност на финансовия – да могат да борят с лошите идеи“.
Като финансов министър, Сунак е става известен с финансовия отговор на правителството на пандемията от COVID-19 и нейното икономическо въздействие, включително схемите за задържане на работа поради коронавируса и кампанията Eat out to help out (в буквален превод: „Храни се навън, за да помогнеш“).
Първият бюджет, изготвен от Сунак е приет на 11 март 2020 г. Той включва £30 милиарда допълнителни разходи, от които £12 милиарда са отпуснати за смекчаване на икономическите последици от пандемията от COVID-19.
С натрупването на негативни финансови последици от пандемията, мерките на финансовия министър Сунак получават критики, тъй като някои работници не успяват да се класират за подпомагане на доходите от страна на Министерството на финансите. Институтът за изследвания на заетостта изчислява, че 100 000 души не биха могли да отговарят на условията за какъвто и да е вид държавна помощ, тъй като са започнали нова работа твърде късно, за да бъдат включени в схемата за запазване на работа, докато Британската асоциация на хотелиерите и ресторантьорите информира комисията по финансовите въпроси, че между 350 000 и 500 000 работници в сектора не отговарят на изискванията.
На 17 март 2020 г. Сунак представя програма, предоставяща 330 милиарда британски лири спешна подкрепа за бизнеса, както и схема за отпуск на служителите. Това е първият път, в който британско правителство създава такава схема за задържане на служители. Схемата е въведена на 20 март 2020 г. под формата на предоставяне на безвъзмездни средства на работодатели за заплащане на 80% от заплатата на персонала и разходите за заетост всеки месец, до общо £2500 на човек на месец. Разходите за поддържането на програмата са оценени на £14 милиарда на месец. Схемата за задържане на работа първоначално е обявена със срок на действие от три месеца, считнано от 1 март, но неколкократно е удължавана. При представянето на бюджета за 2021 г. Сунак потвърждава, че схемата е удължена още веднъж до 30 септември 2021 г.
През юни 2020 г. Дейвид Кларк, председател на благотворителната организация Fraud Advisory Panel, и група от най-добрите експерти по финансови престъпления пишат писмо до Сунак, Националната сметна палата и други компетентни органи, за да ги предупредят за риска от измами със схемите за подкрепа на бизнеса. Те призовават за публикуване на имената на компаниите, получаващи държавни заеми (Bounce Back Loans), за да се даде възможност за съпоставяне на данните и предотвратяване и разкриване на измами. През септември 2020 г. става ясно, че министрите са били предупредени за риска от измама със схемите за финансова подкрепа от Кийт Морган, главен изпълнителен директор на държавната Британска бизнес банка. През декември 2020 г. е съобщено, че банките и Националната агенция за борба с престъпността също имат опасения относно злоупотреба със схемата за връщане на заеми. Искане за достъп до информация от 2022 г. до Британската бизнес банка, държавният орган, администриращ схемата за връщане на заеми, установява, че почти една пета от подпомогнатите или 193 000 предприятия не са успели да изпълнят условията за изплащане на заемите си към 27 юни 2022 г. Правителството на Обединеното кралство изчислява, че 4,9 милиарда британски лири, предоставени в такива заеми, може да са били загубени поради измама.
През юли 2020 г. Сунак представя план за още £30 милиарди разходи, които включват намаляване на данъка върху добавената стойност (ДДС) за хотелиерския сектор, бонуси за работодателите за запазване на работни места и схемата Eat Out to Help Out (в буквален превод: „Храни се навън, за да помогнеш“), насочена към подкрепа и създаване на работни места в ресторантьорския бизнес. Правителството субсидира храната и безалкохолните напитки в участващите заведения с 50%, до £10 на човек в определени дни от седмицата. Общо схемата субсидира 849 милиона лири под формата на храна. Мненията особено успеха на схемата са противоречиви. По отношение на пандемията от COVID-19, проучване в Университета на Уоруик заключава, че схемата е допринесла за нарастване на инфекциите с COVID-19 между 8% и 17%.
Твърди се, че на 26 септември Сунак се е противопоставил на второ затваряне на икономиката, заплашвайки да подаде оставка. 
В представянето на бюджета през март 2021 г. Сунак заявява, че дефицитът е нараснал до £355 милиарда през фискалната година 2020/2021, най-високият в британската история в мирно време. Бюджетът включва увеличение на ставката на корпоративния данък от 19% на 25% през 2023 г., петгодишно замразяване на необлагаемите лични надбавки и прага на по-високия данък върху доходите и удължаване на схемата за отпуск до края от септември. Сунак е първият канцлер, който повишава ставката на корпоративния данък след Хийли през 1974 г.
През юни 2021 г. на срещата на върха на Г-7, организирана от Сунак в Ланкастър Хаус в Лондон, е подписано споразумение за данъчна реформа, което се стреми да установи глобална минимална ставка на корпоративния данък върху приходите на мултинационалните компании и онлайн технологичните компании. През октомври 2021 г. ОИСР подписва споразумение за присъединяване към плана за данъчна реформа.
Като финансов министър Сунак частно лобира за налагане на зелена такса, която би довела до по-високи цени на бензина и дизела, за да помогне за плащането на плана за намаляване на емисиите на парникови газове до нетната нула до 2050 г. Предложената схема за търговия с емисии от изкопаеми горива, изготвена от Министерството на финансите, се стреми да обложи замърсяването от автомобилния транспорт, както и корабоплаването, отоплението на сградите и дизеловите влакове, които заедно съставляват повече от 40% от въглеродните емисии в Обединеното кралство. Предложението в крайна сметка е отхвърлено от Борис Джонсън, който инструктира служителите, че не иска да увеличава разходите за потребителите.
Бъджетът, представен от Сунак през октомври 2021 г., включва обещания за значителни разходи, до голяма степен свързани с науката и образованието.
При представянето на бюджета на 23 март 2022 г. Сунак посочва, че възстановяването от пандемията COVID-19 е било прекъснато от руското нападение над Украйна. В бюджета е предвидено намаляване на митата върху горивата, премахване на ДДС върху енергоспестяващо оборудване (като слънчеви панели и изолация) и намаляване на застрахователните плащания за малкия бизнес. Сунак обещава намаляване на данъка върху доходите през 2024 г. Службата за бюджетна отговорност посочва, че данъчната тежест ще достигне най-високото си ниво от 40-те години на миналия век.

През април 2022 г. лидерът на лейбъристите Киър Стармър заявява, че Сунак няма реална представа за борбите на обикновените хора поради кризата с нарастването на разходите за живот. 
Като финансов министър Сунак настоява за нов закон, който ще проправи пътя за използване на виртуални валути за ежедневни плащания, въпреки опасенията на Банката на Англия относно финансовата стабилност на технологията. През април 2022 г. Сунак нарежда на Кралския монетен двор да създаде подкрепен от правителството на Обединеното кралство NFT токен, който да бъде издаден до лятото на 2022 г.
На 5 юли 2022 г. Сунак подава оставка моменти след като Саджид Джавид подава оставка като министър на здравеопазването, на фона на полемика около обвиненията в сексуален тормоз срещу депутата Крис Пинчър. В писмото си за напускане Сунак се позова на различията си с Джонсън по отношение на икономическата политика. Оставката на Сунак, заедно с оставката на Джавид като здравен министър, водят до оставката на самия Джонсън като лидер на Консервативната партия на 7 юли на фона на правителствена криза.

### Лидер на Консервативната партия
През юли 2022 г. Сунак се кандидатира за лидер на Консервативната партия, за да замени Джонсън. Сунак стартира кампанията си с видеообръщение, публикувано в социалните медии, в което заявява, че „ще възстанови доверието, ще възстанови икономиката и ще обедини отново страната“. Обещанията на Сунак по време на кампанията включват намаляване на данъците само когато инфлацията е под контрол, премахване на 5% ставка на ДДС върху битовата енергия за една година, въвеждане на временна глоба от £10 за пациенти, които не посещават прегледите при личния лекар, ограничаване на броя на бежанците и затягане на определението за убежище.
На 20 юли Сунак и министърът на външните работи Лиз Тръс са последните двама кандидати в надпреварата, предложени пред членовете на Консервативната партия за окончателно гласуване за лидерската позиция. При гласуването Тръс получава 57,4% от гласовете, което я прави новият лидер на консерваторите.

След оставката на Тръс на 20 октомври 2022 г. на фона на правителствена криза, Сунак печели изборите за лидер на Консервативната партия със значително мнозинство и става министър-председател на Обединеното кралство.

## Министър-председател
Сунак е назначен за министър-председател на Обединеното кралство от крал Чарлз III на 25 октомври 2022 г., което го прави първия британски министър-председател от азиатски произход, както и първият индуистки министър-председател. Сунак е и най-богатият човек, заемал поста. Той е първият министър-председател, назначен за първи път от Чарлз III.

## Противоречия
На 12 април 2022 г. на Сунак е издадено известие за глоба, след като Лондонската полиция установява, че е нарушил карантината и мерките по време на пандемията на COVID, като е присъствал на парти за рожден ден на министър-председателя. Още 82 души получават глоба за присъствие на същото събитие, включително самият Джонсън.
През ноември 2020 г. „Гардиън“ съобщава, че Сунак не е декларирал значителна сума от финансовите приходи на жена си и семейството си в специалния регистъра за интересите на министрите, включително акции на обща стойност 1,7 млрд. британски лири в индийската компания „Инфосис“. Съгласно министерския кодекс от Сунак се изисква да декларира интереси, които са „релевантни“ за неговите отговорности и „за които може да се смята, че водят до конфликт“ с обществените му задължения. Независимо разследване заключава, че Сунак не е нарушил никакви правила.
В началото на 2022 г. вестниците съобщават, че съпругата на Сунак Акшата Мурти има статут без местожителство, което означава, че не е трябвало да плаща данък върху доходите, получени в чужбина, докато живее в Обединеното кралство. Осигуряването на този статут струва приблизително £30 000 и ѝ е позволило да избегне плащането на данъци в Обединеното кралство в приблизителен размер от 20 милиона британски лири. След медийни полемики, на 8 април Мурти заявява, че ще плати данъци в Обединеното кралство върху глобалния си доход. Започва разследване в Уайтхол кой е издал подробности за нейния данъчен статус. Лидерът на Лейбъристката партия Киър Стармър обвинява Сунак в „данъчно лицемерие“ на основание, че налага данъци за обикновените британци, докато семейството му намалява собствените си данъчни задължения.
Разследването по това време разкрива и че самият Сунак е продължил да има статут на постоянен жител на Съединените щати, който е придобил през 2000-те години за срок до 2021 г., включително в продължение на 18 месеца, след като е бил министър на финансите на Великобритания, което изисква от него да подава годишни данъчни декларации в САЩ. Разследването както на данъчния статут на съпругата му, така и на статута му на пребиваване заключава, че Сунак не е нарушил правилата, приложими за британските министри.
Сунак и семейството му получават и критики поради продължаването на дейността на „Инфосис“ в Русия след нападението над Украйна през 2022 г. През април компанията затваря руския си офис.

## Публичен образ
В началото на 2020 г., при назначаването му за министър на финансите, Сунак е относително неизвестен в публичното пространство. В ранните етапи на пандемията от COVID-19 той е популярен според стандартите на британската политика, и е описан от един анализатор като имащ „по-добри рейтинги от всеки политик от времето на разцвета на Тони Блеър“. Различни проучвания показват, че Сунак остава изключително популярен сред привържениците на консерваторите и много други британци през 2020 г.
Според резултатите от анкета на Ипсос МОРИ през септември 2020 г. Сунак има най-висок резултат от всеки британски финансов министър след лейбъриста Денис Хийли през април 1978 г. Той е смятан за фаворит за следващия министър-председател и лидер на Консервативната партия.
Обществените нагласи към Сунак останават като цяло положителни през 2021 г., въпреки че популярността му постоянно намалява с течение на времето. В началото на 2022 г., когато разходите за живот се превръщат във все по-голям обществена проблем и реакцията на Сунак като министър на финансите, се възприема като неадекватна, той получава едни от най-ниските си рейтинги на одобрение. Този спад на доверие продължава, когато финансовите дела на семейството му са подложени на проверка.